# Джавахішвілі Олександр Миколайович
Олександр Миколайович Джавахішвілі (груз. ალექსანდრე ნიკოლოზის ძე ჯავახიშვილი; нар. 5 (17) серпня 1875, Горі ― пом. 22 січня 1973, Тбілісі) — видатний грузинський географ і антрополог. Доктор географічних наук (1937), професор (1920). академік Академії наук Грузинської РСР (1944). Заступник президента Географічного товариства СРСР (1924—1940). Заслужений учений Грузії (1941). Президент Географічного товариства Грузії (1940—1970).

## Біографія
В 1900 році закінчив фізико-математичний факультет Московського університету (відділення природознавства), отримавши диплом першого ступеня. Був залишений в університеті для підготовки до професорського звання. Ще у 1889 році працював лаборантом з неорганічної хімії, якою захоплювався в ті роки.
До 1917 року він розробляє на той час маловідомі та суперечливі питання сучасного населення Кавказу.
У 1899—1917 рр. працював там же та в інших московських вузах. Академік Олександр Джавахішвілі був учнем Дмитра Миколайовича Анучина (1843—1923).
Олександр Джавахішвілі є основоположником географічної науки в Грузії і творцем географічної школи.
Особливо треба відзначити ті національні кадри, які він створив на початку XX століття.

## Географія
Олександр Джавахішвілі широко висвітлив не одну галузь географічної науки — геоморфологія, ландшафтознавство, кліматологія, гідрологія, океанологія тощо. Олександр Джавахішвілі широко і масштабно не досліджував кардинальні географічні питання, що мало величезне значення в колишньому СРСР.
У науковій діяльності Олександра Джавахішвілі центральне місце займає — геоморфологія. У 1926 році він публікує свою першу монографію з цієї проблеми — Географія Грузії. том 1. Геоморфологія. У ній автор узагальнив багатющий фактичний матеріал.
У 1947 році виходить у світ друга геоморфологічна монографія, в якій автор вперше встановив типи рельєфу і регіони їх географічного поширення на території Грузії. Ця капітальна праця вважається настільною книгою кожного географа, що займається географічним дослідженням Грузії.
У науково-дослідній діяльності Олександра Джавахішвілі заслуговують на велику увагу його картографічні роботи, які створювалися вченим паралельно з геоморфологічними дослідженнями і з встановленням закономірностей поширення розселення населення на території Грузії.
За ініціативою Олександра Джавахішвілі на геолого-географічному факультеті Тбіліського державного університету була створена картографічна спеціальність, яка забезпечувала молодими кадрами наукові установи. Серед природознавців багато таких учених, які прогрес науки вбачають у диференціації та відокремлення окремих наук.
До таких вчених належать і чимало географів. Однак, завдяки Олександру Джавахішвілі і його теоретичним і прогресивним поглядам, географія в Грузії розвивалася і за окремими науками, що входять в загальну географічну науку, і шляхом їх інтеграції. Тому не випадково, що він сприяв розвитку такої синтезуючої галузі географії, як ландшафтознавство.
На думку Олександра Джавахішвілі в майбутньому ландшафтознавство має зайняти таке ж міцне становище як у фізичній географії, так і в економічній географії.
Олександр Джавахішвілі також досліджував населення Грузії і Кавказу. Інтенсивно працював над проблемами економічної географії. Він вніс великий внесок у розвиток медичної та військової географії.
В останні роки життя Олександра Миколайовича була здійснена його остання мрія — створити національний географічний атлас Грузії. В Інституті географії імені Вахушті Багратіоні був створений цей атлас грузинською та російською мовами. За це Олександр Джавахішвілі, його вчений наступник Ф. Ф. Давітая та інші були удостоєні державної премії Грузинської РСР.
У створеному ним Інституті географії імені Вахушті Багратіоні працювала плеяда всесвітньо відомих грузинських географів — Леван Йосипович Маруашвілі, Феофан Фарнаєвич Давітая, Зураб Костянтинович Таташідзе, Давид Бахвович Уклеба, Всеволод Павлович Зенкович, Вахтанг Шалвович Джаошвілі, Шалва Якинтович Кіпіані та інші.

## Антропологія
Олександр Джавахішвілі є одним з основоположників антропології Грузії. Про наукові достоїнства антропологічних праць свідчить і той факт, що його дві монографії були удостоєні найвищої нагороди Товариства любителів природознавства, антропології та етнографії медалями імені професора Расцветова (1906 і 1912 рр.). Ці книги розцінювалися і розцінюються нині як цінний внесок у вивчення антропології Кавказу.
У цих працях Олександр Джавахішвілі стверджує, що грузини Картлі, Кахеті, Мтіулеті, Імереті, Рачи, Гурії і Мегрелії за антропологічними ознаками становлять єдину расу, мало чим відрізняються один від одного і що грузини належать до автохтонного населення Кавказу.
У цьому ж періоді Олександр Джавахішвілі розробляє таке важливе питання антропології, яким є доліхоцефалів серед грузинів. Винятковий інтерес представляють роботи Олександр Джавахішвілі про кавказьких євреїв.

## Увічнення пам'яті
На честь Олександра Миколайовича Джавахішвілі названа одна з вершин Кавказіоні; його ім'я носить Географічне товариство Грузії. На честь вченого названо одну з вулиць Тбілісі, затверджена премія імені Олександра Джавахішвілі.

## Нагороди
Олександр Джавахішвілі був нагороджений орденом Леніна, двома орденами Трудового Червоного Прапора, а також медаллю «За доблесну працю у Великій Вітчизняній війні 1941—1945 рр.», нагрудним значком «Відмінник народної освіти».